# Tetta Kawai
Tetta Kawai (河井 哲太 Kawai Tetta?), född 8 maj 2000 i Osaka prefektur, är en japansk fotbollsspelare.
Kawai började sin karriär 2017 i Gamba Osaka.